# Дружининське міське поселення
Дружи́нинське міське поселення (рос. Дружининское городское поселение) — сільське поселення у складі Нижньосергинського району Свердловської області Росії.
Адміністративний центр — місто Дружинино.
Населення сільського поселення становить 4331 особа (2019; 4625 у 2010, 3814 у 2002).
Станом на 2002 рік існувала Дружининська селищна рада (смт Дружинино, селища, Дідіно, Ільмовка, Солдатка) та Первомайська сільська рада (село Первомайське, селище Лазоревий).

## Склад
До складу сільського поселення входять:
| Населений пункт                 | Населення, осіб (2002) | Населення, осіб (2010) |
| ------------------------------- | ---------------------- | ---------------------- |
| Дідіно, селище                  | 10                     | -                      |
| Дружинино, селище міського типу | 2945                   | 3793                   |
| Ільмовка, селище                | 18                     | -                      |
| Лазоревий, селище               | 180                    | 170                    |
| Первомайське, село              | 593                    | 595                    |
| Солдатка, селище                | 68                     | 67                     |